# Urbain Wallet

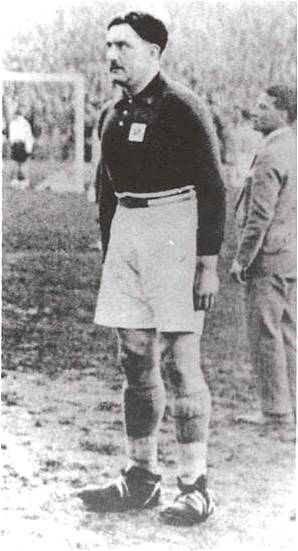
Urbain Wallet

Urbain Wallet (* 4. Juli 1899 in Montdidier; † 9. Dezember 1973 in Belloy-sur-Somme) war ein französischer Fußballspieler und späterer Vereinsfunktionär.

## Vereinskarriere
Urbain Wallet hat als Erwachsener ausschließlich für einen Verein gespielt, nämlich den Amiens Athlétic Club aus seiner picardischen Geburtsregion, für den er auch zum Nationalspieler wurde (siehe weiter unten). Der genaue Beginn seines Auflaufens für Amiens' Kampfmannschaft ist in der Literatur ebenso wenig zu finden wie dessen exaktes Ende; mindestens zwischen 1922 und 1931 war er dort aktiv. Der rechte Verteidiger blieb zeit seines Lebens Amateur; nach Abschluss seiner Schulzeit an einem Lycée in Rouen gegen Ende des Ersten Weltkriegs verdiente er seinen Lebensunterhalt als Getreidehändler. Bei einer Größe von 1,82 m brachte er rund 100 kg auf die Waage und wies ein „dickbäuchiges Profil“ auf, was ihn zur „Zielscheibe zeitgenössischer Karikaturisten“ machte. Dabei war er durchaus „athletisch, dynamisch [und] lief die 100 m in 11 Sekunden“. Er gilt zudem bis heute als „Mittelpunkt und berühmtester einheimischer Spieler der Mannschaften“ seines Klubs in den 1920er Jahren.
Einen nationalen Titel konnte Wallet mit dem AAC nicht gewinnen; allerdings gehörte er zur Siegerelf, die 1924 die nordfranzösische Meisterschaft nach Amiens holte und sich dabei überraschenderweise erstmals gegen die traditionsreichen Konkurrenten Olympique Lille, SC Fives, Racing Roubaix und US Tourcoing durchzusetzen vermochte. 1927 wiederholten Wallets Mannen diesen Erfolg. Außerdem steht ein Pokalhalbfinal-Auftritt 1930 zu Buche, in dem die Mannschaft sich erst nach einem Wiederholungsspiel gegen den Racing Club de France geschlagen gab. Dabei hatte der Amiens AC sich zwischenzeitlich mit drei weiteren französischen Nationalspielern (Célestin Delmer, Ernest Libérati und Paul Nicolas) verstärkt – es war die Zeit des „nicht mehr ganz so reinen Amateurismus“ („amateurisme marron“), die erst 1932 zur Legalisierung des Professionalismus und der Schaffung einer einheitlichen, frankreichweiten Liga führte. Im Landespokal erreichte Wallet außerdem 1925, 1928 und 1931 jeweils das Viertelfinale. Dabei blieb insbesondere der 1928er Parcours nachhaltig in Erinnerung, in dem der AAC nacheinander CASG Paris, Stade Rennais UC (7:3-Sieg nach 0:3-Rückstand) und – in zwei „engen“ Partien – Titelverteidiger Olympique Marseille ausschaltete, bevor der spätere Cupgewinner Red Star Olympique mit 4:3 die Oberhand behielt.
Nach der aktiven Spielerzeit war Urbain Wallet weiterhin für seinen AAC tätig – als „sachkundiger Klubvorsitzender“. Heutzutage trägt ein Stadion in Amiens den Namen des Mannes, der 30 km südöstlich von Amiens geboren wurde und 15 km westlich der Stadt starb; der AC Amiens veranstaltet seit gut einem Vierteljahrhundert die Challenge Urbain Wallet, ein regionales Fußballturnier.

## Nationalspieler
Zwischen März 1925 (0:7 in Turin gegen Italien) und April 1929 (1:8 in Spanien) hat Urbain Wallet 21 A-Länderspiele für Frankreich bestritten. Einen Treffer erzielte er im blauen Dress nicht, galt vielmehr als rein defensiver „Straßenfeger der Équipe de France“. Er hat am olympischen Fußballturnier 1928 in Amsterdam teilgenommen, wo er Frankreichs einziges Spiel (3:4 gegen Italien) bestritt.
Gegen Mannschaften aus dem deutschsprachigen Raum verzeichnet Wallet zwei Einsätze gegen die Schweiz (April 1926 und März 1928) und einen gegen Österreich (Mai 1926). Auch bei Frankreichs deftigster Niederlage zwischen den Weltkriegen, dem 1:13 im Juni 1927 gegen Ungarn, trug er den blauen Dress – und war ebenso bei der mit 3:0 gewonnenen Revanche gut anderthalb Jahre später mit von der Partie.

## Palmarès
- Nordfrankreich-Meister: 1924, 1927
- 21 A-Länderspiele, kein Treffer
- Olympiateilnehmer 1928